# Plouhinec, Morbihan

Plouhinec este o comună în departamentul Morbihan, Franța. În 1 ianuarie 2022 avea o populație de 5.343 de locuitori.